# Kiowa-Apache (volk)
De Kiowa-Apache of Plains Apache zijn een klein volk van prairie-indianen dat in historische tijden in het zuiden van de Great Plains leefde, in nauwe verbondenheid met de Kiowa. Tegenwoordig zijn ze gevestigd in Oklahoma en federaal erkend als de Apache Tribe of Oklahoma.

## Naam
De Kiowa-Apache staan ook bekend als Plains Apache of Prairie Apache. De Kiowa noemden hen de Semat, wat dieven betekent. De naam die de Kiowa-Apachen zichzelf gaven is Na'isha of Na-i-shan-dina. Na'isha betekent mogelijk dief, hoewel dat niet zeker is. Voor Na-i-shan-dina (waarbij dina is afgeleid van dená (volk)) is namelijk de betekenis Ons volk gegeven. Sinds 1972 noemen ze zichzelf officieel de Apache Tribe of Oklahoma. Een andere veelvoorkomende naam is Kátahka en varianten daarvan, waaronder Kataka, Gattacka en Quataquois. Kátahka is een Pawneewoord dat oorspronkelijk gebruikt werd voor alle Apachesprekende groepen en later specifiek voor de Plains Apache.

## Geschiedenis

### Scheiding van de Apache en aansluiting bij de Kiowa
De vroegste geschiedenis van de Kiowa-Apache is onzeker. De nauwste taalkundige verwanten van de Kiowa-Apache zijn de andere Apache-sprekende groepen. Er zijn twee belangrijke theorieën over de locatie waar de splitsing tussen de Kiowa-Apache en de overige Apachen plaatsvond, en daarmee samenhangend de plaats waar en het moment waarop de Kiowa-Apache zich aansloten bij de Kiowa.
Een van de theorieën is dat de Kiowa-Apache achterbleven in het noorden toen de Apache-sprekende groepen in de eerste helft van het 2e millennium van onze jaartelling vanuit hun oorspronkelijke noordelijke woongebieden migreerden naar het zuidwesten van de Verenigde Staten, waar ze in historische tijden woonden. Sommige onderzoekers veronderstellen dat deze splitsing plaatsvond in Montana, waar de meeste Apache naar het zuiden trokken terwijl de Kiowa-Apache achterbleven, aangesloten bij de Kiowa, die in die tijd ook in dat gebied woonden. Volgens eigen mondelinge overleveringen leefden de voorouders van de Kiowa-Apache oorspronkelijk in het uiterste noorden van de Great Plains, bij de Sarcee in Canada, in het uiterste noorden van de Great Plains. Op een zeker moment verlieten ze de Sarcee en vestigden zich in de Black Hills in South Dakota.
Een andere theorie is dat de voorouders van de Kiowa-Apache wel deelnamen aan de migratie naar het Zuidwesten. Hierbij bleven de voorouders van de Oostelijke Apache (Jicarilla en Lipan) en Kiowa-Apache het meest oostelijk, en van hen bevonden de Kiowa-Apache zich het noordelijkst. De splitsing tussen Kiowa-Apache en Oostelijke Apache vond plaats in de 16e eeuw (Opler) of omstreeks 1720 (Gunnerson). In het eerste geval werd de splitsing veroorzaakt doordat de Kiowa-Apache naar het oosten migreerden en dieper op de Great Plains gingen leven terwijl de andere Apache verder naar het westen en zuiden migreerden. In het tweede geval werden de Kiowa-Apache omstreeks 1720 afgesneden van hun verwanten door vijandelijke volken die van twee kanten oprukten. Enerzijds waren dat de Comanche die gesteund werden door de Ute en vanuit het Grote Bekken westwaarts migreerden, en anderzijds de Pawnee uit het oosten, die gesteund werden door de Fransen. De Kiowa-Apache sloten zich vervolgens bij de Black Hills aan bij de Kiowa.

### Latere geschiedenis

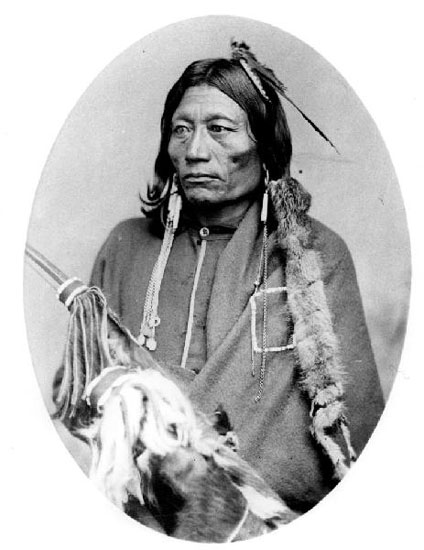
Opperhoofd Pacer

De Franse ontdekkingsreiziger De la Salle berichtte in 1681 of 1682 dat de Gattacka, met wie hij waarschijnlijk de latere Kiowa-Apache bedoelde, buren waren van de Pawnee, met wie ze vaak handelden. In deze tijd zwierven de Kiowa-Apache vermoedelijk rond in het gebied tussen de Platte en het oosten van New Mexico en hielden ze zich bezig met een lucratieve handel in Spaanse paarden. Enige jaren later, in 1719, leefden de Quataquois volgens de Franse ontdekkingsreiziger De La Harpe als buren van de Wichita in het gebied van het huidige Oklahoma, in een dorpje aan de Cimarronrivier, vlak bij de plaats waar ze uitmondt in de Arkansas. De Amerikaanse ontdekkingsreizigers Lewis en Clarck vermeldden een eeuw later, in 1805, dat de Katakas tussen de bronnen van de twee takken van van Cheyennerivier in de Black Hills woonden en rijk waren aan paarden, die ze verhandelden met de Mandan en Arikara. Met de Kiowa migreerden de Kiowa-Apache na 1780 vanaf de Black Hills naar het zuiden van de Great Plains.
In 1837 sloten de Kiowa-Apache bij Fort Gibson hun eerste verdrag met de Verenigde Staten. In dit verdrag, dat ze samen met de Kiowa en de Tawakaro ondertekenden, sloten ze ‘eeuwigdurende vrede en vriendschap’ met de Verenigde Staten en stemden ze toe dat de burgers van de Verenigde Staten vrij recht van doorgang hadden in hun territoria. In 1853 werden de Kiowa-Apache omschreven als een oorlogszuchtige groep, die vaak deelnam aan door de Comanche georganiseerde overvallen.
In 1864 namen de Kiowa-Apache deel aan de Eerste Slag bij Adobe Walls tegen Amerikaanse troepen geleid door Kit Carson, maar het jaar erop waren ze de oorlogszuchtige houding van de Kiowa jegens de blanken moe, en in de Little Arkansas Treaty van 1865 werden ze op eigen verzoek verbonden met de Cheyenne en Arapaho en werd hun voormalige verbintenis met de Kiowa en Comanche ontbonden. Voortaan werden ze door de Verenigde Staten erkend als leden van de confederated bands or tribes of Cheyenne, Arrappahoe, and Apache Indians. In de Medicine Lodge Treaty van 1867 werden ze echter weer herenigd met de Kiowa, hoewel sommigen van hen bij de Cheyennes bleven leven. In dit verdrag kregen de Comanche en Kiowa, en met hen de Kiowa-Apache, een reservaat toegewezen in Indian Territory, het latere Oklahoma. Onder leiding van hun opperhoofd, Essa-Queta (beter bekend onder de naam Pacer), waren de meeste Kiowa-Apache voorstanders van vrede en samenwerking met de federale autoriteiten. Slechts enkele Kiowa-Apache waren daarom betrokken bij de Red River War in 1874-1875. In het begin van de 20e eeuw werd het reservaat opengesteld voor kolonisten, en Kiowa-Apache kregen daarbij slechts een fractie van het land toegewezen. Tegenwoordig zijn de Kiowa-Apache federaal erkend als de Apache Tribe of Oklahoma.

## Organisatie
De basiseenheid van de Kiowa-Apachesamenleving was de grootfamilie (kustcrae), een kleine groep tipi's waarin aan elkaar verwante gezinnen woonden. Verschillende kustcrae vormden samen een gonka, een groep grootfamilies die samen optrokken en van variabele grootte was. Verschillende gonka's konden samen weer een grotere gonka vormen. In de periode voor ze in reservaten woonden waren er ten minste vier gonka's van de Kiowa-Apache, die vaak samenkwamen voor oorlog met andere volken. Eenmaal per jaar kwam het hele volk bij elkaar voor de jaarlijkse zonnedans van de Kiowa. Daarbij vormden de Kiowa-Apache een van de zes bands in de jaarlijkse Kiowa-kampcirkel.

## Leefwijze
Hoewel ze taalkundig verwant zijn aan de Apache, kwam de levenswijze van de Kiowa-Apache tijdens hun periode op de Great Plains het meest overeen met die van andere nomadische volken van prairie-indianen. Centraal in hun leven stond de jacht op de bizon, die niet alleen vlees leverde, maar ook materiaal voor tenten, kleding en vele andere zaken. Naast de bizon werden ook andere dieren zoals de wapiti gejaagd. Verder verzamelde men eetbare noten, wortels en vruchten en werden mais, tabak en andere landbouwproducten verkregen door handel met volken die aan landbouw deden. Jagen gebeurde bijna het hele jaar door door kleine groepen mannen te paard. Tweemaal per jaar werden er gemeenschappelijke jachten voor het hele volk georganiseerd, namelijk in de zomer na de zonnedans van de Kiowa en in de herfst.

## Taal
Het Kiowa-Apache of Plains Apache behoort tot de zuidelijke tak van de Athabaskische talen, een tak die ook wel de Apachetalen wordt genoemd. Binnen deze tak is Kiowa-Apache de meest afwijkende taal. In 2007 waren er slechts drie moedertaalsprekers over, allemaal van zeer hoge leeftijd. In 2008 overleed de laatste van hen, en tegenwoordig zijn er alleen nog een paar mensen die de taal tot op zekere hoogte beheersen, maar niet vloeiend kunnen spreken.